# Max Fremery
Max Fremery (29 maart 1859 - 1 maart 1932) was een Duitse chemicus en industrieel. Hij was een van de grondleggers van de Vereinigte Glanzstoff-Fabriken (VGF) in 1899. VGF werd een belangrijke fabrikant van kunstmatige vezels.

## Vroege jaren (1859-85)
Fremery werd geboren in Keulen op 29 maart 1859.  Zijn ouders waren Christian Fremery (1816-63), een handelaar in wijn en textiel, en Julie Vinman (1816-89).  Hij werkte in de werkplaatsen van de Rhenish Railway Company ( Rheinische Eisenbahn-Gesellschaft  ) in Keulen, en vervolgens in de hoogoven en staalfabrieken van Hörder Vereins. 
Hij studeerde scheikunde, studeerde af in Freiburg im Breisgau en werkte daarna als scheikundige, waaronder een periode in Engeland. In 1883 werkte hij bij de Electriciteits Maatschappij in Rotterdam om een lichtgloeidraad te ontwikkelen. In het midden van de jaren 1880 nam Fremery en de Oostenrijkse ingenieur Johann Urban (1863-1940), die hij in Amsterdam had ontmoet, het technische beheer over van een gloeilampenfabriek in Gelnhausen. 
In 1885 huwde Fremery met Margarete Alder. Ze stierf in 1892 en hij trouwde in 1897 met Clara Lürmann (1871-1924), dochter van een Zweedse industrieel. 

## Lampfabricage (1885-1900)
De Zwitserse chemicus Matthias Eduard Schweizer (1818-60) had in 1857 ontdekt dat katoen kon worden opgelost in een oplossing van koperzouten en ammoniak en vervolgens geregenereerd. In 1890 vond de Franse chemicus Louis Henri Despeissis het cuprammoniumproces uit voor het spinnen van vezels uit katoen opgelost in het reagens van Schweizer. Despeissis stierf in 1892 en zijn patent werd niet vernieuwd. In 1891 pasten Fremery en Urban het Despaissis-proces aan om elektrische lampfilamenten van koolstofvezel te maken. In 1892 stichtten zij een gloeilampfabriek voor elektrische lampen, Rheinische Glühlampenfabrik in Oberbruch, in de wijk Heinsberg. De Solingen-handelaar Hermann Heuser en het gezin Fremery onderschreven het startkapitaal van 300.000 mark. Fremery en Urban hebben hun lampfilamenten vervaardigd met behulp van katoen en het reagens van Schweizer. 
Na twee jaar had de productie van de Rheinische Glühlampenfabriek aanvaardbare volumes bereikt en vanaf 1894 leverde het bedrijf in aanzienlijke hoeveelheden lampen aan Frankrijk. In 1895 had de fabriek 36 mannen en 46 vrouwen in dienst en produceerde ongeveer 400.000 lampen per jaar.  dat jaar werkte de fabriek dag en nacht om aan de vraag te voldoen, voornamelijk uit Engeland en Rusland.  Hoewel de prijzen laag waren, was het bedrijf winstgevend vanwege de lage lonen en het gebruik van waterkracht. Tegen 1900 had het bedrijf 350 werknemers en had het nog steeds lage productiekosten. Het was echter moeilijk om winstgevend te blijven in het licht van de lage prijzen van de grote elektrotechnische fabrikanten. 

## Vervaardiging van rayons (1898-1912)
Het succes van de cellulosevezel ontwikkeld door Hilaire de Chardonnet moedigde Fremery and Urban aan om onderzoek te doen naar het maken van kunstzijde, die ze " Silkimit " Silkimit  ". Fremery en Urban raakten betrokken bij de ontwikkeling van synthetische vezels ( Glanzstoff  ) in het midden van de jaren 1890. Hun proces bleek al snel veel veiliger dan de nitrocellulose van Chardonnet, die gevoelig was voor explosies en branden, hoewel het nog steeds complex en kostbaar was in vergelijking met het viscoseproces dat in 1892 in Engeland was gepatenteerd. 
Het bedrijf had in 1897 een proces ontwikkeld waarbij roterende cilinders werden gebruikt om de vezels uit te rekken tot fijnere filamenten die kunnen worden gebruikt voor het maken van kleding.  Ze patenteerden een versie van het Despeissis-proces met de toevoeging van een praktische methode voor het spinnen van de vezel. Ze dienden het patent in onder de naam Dr. Hermann Pauly (1870-1950) om hun concurrenten niet te waarschuwen. Het patent werd aangevochten maar werd bevestigd. In 1898 richtten zij in Oberbruch de eerste fabriek in Duitsland op voor de productie van kunstmatige vezels, met behulp van een patent voor de vervaardiging van rayon gemaakt van cellulose in een koper-ammoniakoplossing. Het personeelsbestand was binnen een jaar uitgegroeid tot 700 mensen. In 1899 kregen bedrijven in Frankrijk en Oostenrijk een vergunning om rayon te produceren met behulp van de Fremery-Urban-methode. 
Fremery en Urban verhuisden hun hoofdkantoor naar Elberfeld, nu een buitenwijk van Wuppertal. Vereinigte Glanzstoff-Fabriken (VGF) werd op 19 september 1899 gelanceerd met 2 miljoen mark van kapitaal, de Bergisch-Märkischen bank die de financiering verstrekt. Frémery en de advocaat Hans Jordan (gestorven in 1923) waren de belangrijkste organisatoren. Fremery en Urban, met de Elzassische textielchemicus David Emil Bronnert (1868-1928), haalde in 1900 nog twee basisoctrooien. 
Hoewel het product van VGF minder veelzijdig was dan rayon geproduceerd door het viscoseproces, stond de schaal van de bewerking een verlaagde prijs toe. Grotendeels gebaseerd op het leiderschap van Fremery en groeide al snel uit tot een leider in de productie van kunstvezels. In 1911 kocht VGF de Henckel von Donnersmarckschen Kunstseide- und Acetatwerke  rayonfactor in Stettin, en verwierf de octrooirechten voor de viscoseproductie. Het bedrijf onder leiding van Graaf Guido Henckel von Donnersmarck (1830-1916) was de eerste in Duitsland die het viscoseproces gebruikte, uitgevonden door Courtaulds in Groot-Brittannië. VGF breidde de viscoseproductie snel uit. 

## Laatste jaren (1912-32)
In 1912 nam Fremery om gezondheidsredenen ontslag bij het VGF-bestuur. Hij stierf in Baden-Baden op 3 januari 1932.       

## Straatnaam
In Keulen is er een straat naar Max Fremery vernoemd, de zogeheten Max-Fremery-Straße.